# Z17 Diether von Roeder
Z17 «Дітер фон Редер» (нім. Z17 Diether von Roeder) — військовий корабель, ескадрений міноносець типу 1936 Кріґсмаріне за часів Другої світової війни.
Есмінець Z17 «Дітер фон Редер» був закладений 9 вересня 1936 року на верфі DeSchiMAG у Бремені, 19 серпня 1937 року спущений на воду, а 29 серпня 1938 року введений до складу військово-морських сил Третього Рейху.
Ескадрений міноносець Z17 названий на честь капітан-лейтенанта Дітера фон Редера, який, командуючи 13-ю напівфлотилією міноносців, відзначився та загинув у бою 11 червня 1918 року.

## Історія служби

### Друга світова війна
У ніч на 17/18 жовтня контрадмірал Гюнтер Лют'єнс на борту флагманського корабля Z21 «Вільгельм Гайдкамп» очолив групу есмінців Z16 «Фрідріх Еккольдт», Z19 «Герман Кунне», Z17 «Дітер фон Редер», Z18 «Ганс Людеман» і Z20 «Карл Гальстер», коли вони встановили мінне поле у гирлі англійської річки Гамбер. Британці не знали про існування мінного поля і втратили на ньому сім суден загальною тоннажністю 25 825 БРТ.
9 квітня 1940 року за планом операції «Везерюбунг» розпочалося німецьке вторгнення в Норвегію. Для запобігання будь-якої можливості зриву британцями висадки десанту, командування Крігсмаріне заздалегідь відрядило флотські угруповання під командування віцеадмірала Гюнтера Лют'єнса для захисту конвоїв з військами, що висаджувалися у Нарвіку. Німецька ескадра складалася з лінійних кораблів «Шарнгорст» та «Гнейзенау», важкого крейсера «Адмірал Гіппер» та десяти есмінців. При вторгненні сталася битва за Нарвік, під час якої норвезькі панцерники берегової оборони «Ейдсволл» і «Нордж», що спробували чинити опір, загинули.
Непомітно для німців, п'ять кораблів британської 2-ї флотилії есмінців («Гарді», «Хотспар», «Хавок», «Хантер», «Хіроу») були неподалік від противника, невидимі в темряві та снігу. Вони торпедували два німецьких есмінці та серйозно пошкодили два інших, тоді як Z17 «Дітер фон Редер» випустив усі свої торпеди наосліп на вході в гавань і спробував обстріляти британські кораблі з гармат, незважаючи на сніг. Усі торпеди промахнулися, можливо через те, що їхні регулятори глибини були встановлені занадто глибоко, і її вогонь був неефективним. Видимість стала кращою, коли провідні британські кораблі завершили атаку на гавань, і кілька з них вступили в бій з Z17 «Дітер фон Редер». У есмінець влучили щонайменше п'ять 4,7-дюймових (120-мм) снарядів, які знищили гармату № 3, розірвали елементи керма, пошкодили центральну та кормову котельні, вимкнувши всю енергію, і підпалили масляний бак. Британські снаряди вбили дев'ятеро членів екіпажу корабля; більшість тих, хто вижив, були використані для підтримання оборони окупованого міста Нарвік. Радіостанції «Дітера фон Редера» були вивезені на берег і використані для забезпечення зв'язку з іншими німецькими підрозділами в Норвегії.
13 квітня у прибережних водах Нарвіка сталася друга морська битва, в якій британський флот вщент розгромив німецьке угруповання, потопивши 8 есмінців та 1 підводний човен.
Лінкор «Ворспайт» і дев'ять есмінців увійшли у фіорд раніше, ніж на це очікував фрегаттен-капітан Еріх Бей, і застали німців не в стані бойової готовності. П'ять діючих есмінців, за винятком «Гізе», вийшли з гавані Нарвіка і вступили в бій з кораблями противника. Есмінці «Кімберлі» та «Ворспайт» відкрили вогонь у відповідь, останній навіть одного разу влучив у Z17 «Дітер фон Редер», але артилеристи покинули корабель, коли закінчилися боєприпаси, і лише три підривники все ще були на борту, коли наблизився есмінець «Фоксхаунд». Запалили запали й втекли на берег; глибинні бомби, запаковані у внутрішньому просторі корабля, вибухнули, коли британський корабель був менше ніж за 50 метрів із готовою абордажною групою.

### Виноски
1. ↑  Есмінці, що брали участь в операції: Z2 «Георг Тіле», Z9 «Вольфганг Зенкер», Z11 «Бернд фон Арнім», Z12 «Ерік Гізе», Z13 «Ерік Кольнер», Z17 «Дітер фон Редер», Z18 «Ганс Людеманн», Z19 «Герман Кюнне», Z21 «Вільгельм Гайдкамп» і Z22 «Ентон Шмітт».
2. ↑  У битві брали участь: з британського боку — лінійний корабель «Ворспайт», есмінці «Бедуїн», «Козак», «Ескімо», «Панджабі», «Хіроу», «Кімберлі», «Форестер», «Фоксхаунд», «Ікарус»; з німецького — Z2 «Георг Тіле», Z9 «Вольфганг Зенкер», Z11 «Бернд фон Арнім», Z12 «Еріх Гізе», Z13 «Еріх Келлнер», Z17 «Дітер фон Редер», Z18 «Ганс Людеманн», Z19 «Германн Кюнне», підводні човни U-25, U-46, U-51 і U-64
3. ↑  Німецький ПЧ U-64 в ході другої фази битви за Нарвік був потоплений торпедоносцем «Сордфіш» з лінійного корабля «Ворспайт»